# Нетерпимість (фільм, 1916)
«Нетерпимість» (англ. Intolerance) — американська історична драма режисера Девіда Ворка Ґріффіта 1916 року. Картина вважається шедевром епохи німого кіно і була названа одним істориком «the only film fugue».

## Сюжет
Гріффіт показав 4 епохи: стародавня Юдея (в запалі релігійної нетерпимості фарисеї розіп'яли Христа), Вавилон (борючись за владу, жерці зрадили царя Валтасара), Франція (1572) (боротьба між католиками й гугенотами викликала різанину в ніч св. Варфоломія), наші дні (1914) (ворожнеча мало не призводить до страти невинної людини). Гріффіт будує дію свого фільму одноразово, вільно переходячи від Вавилона до сучасності й назад, а не в хронологічному порядку. Частини зв'язуються в єдине ціле образом жінки (Лілліан Гіш) і рядками з Волта Вітмена: «І вічно буде колиска гойдатися, / Плетучи зв'язуючу нитку часу, / Оспівавши й радості, і гірке страждання.»

### Епізод «Падіння Вавилона»
Вавилонії загрожує перський цар Кір, однак цар Валтасар більше зайнятий своєю царицею, ніж справами державними.
Норовливу дівчину з гір власний брат намагається видати заміж. Але на оглядинах її ніхто не хоче, навіть за гроші. У цей момент з'являється Валтасар і дає їй «Право» вийти заміж за кого вона захоче. Дівчина дає обітницю зберігати вірність Валтасару. Вона відкидає залицяння придворного поета рапсодії і верховного жерця Баала.

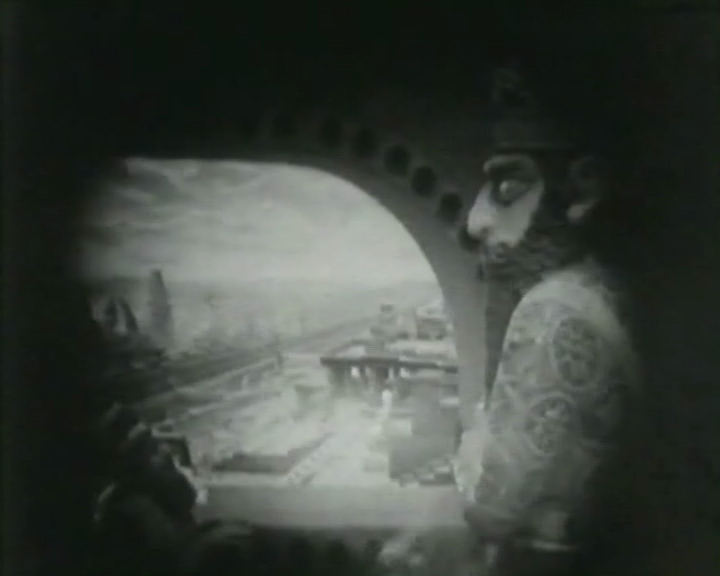
Головний жрець Баала. Вид з вавилонського храму

Верховний жрець, бажаючи встановити культ нового божества, веде боротьбу з прихильниками релігійної терпимості Набонідусом. Вдаючись до допомоги рапсодії, верховний жрець веде переговори з Кіром. У підсумку Кір йде на облогу Вавилона. Валтасар, відбивши натиск, наказує влаштувати бенкет.
Жрець попереджає Кіра, що нагляд ослаблений. Рапсод проговорився про зраду дівчині з гір. Вона хоче попередити Валтасара, але занадто пізно. Перси проникають в покої Валтасара. Валтасар і його кохана-цариця закінчують життя самогубством.

### Епізод «Мати і закон»
Сестра промисловця Дженкінса на пишному балу просить свого брата про підтримку пуританської організації.
За наказом заробітна плата була знижена на 10 %. Починається загальний страйк. Серед учасників страйку — юнак. Війська придушують страйкування. Дівчина і юнак залишають робітниче селище і переселяються в місто.

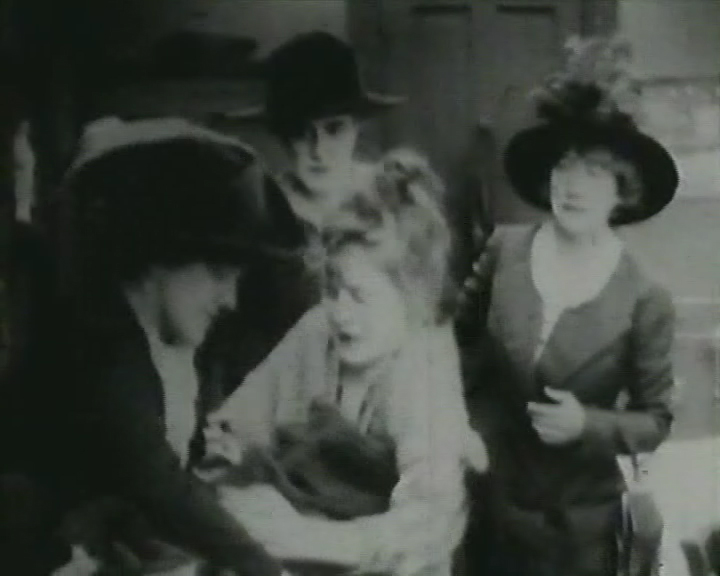
Викрадення дитини

Юнак займається грабунком і стає сутенером. Батько дівчини вмирає, і вона виходить заміж за юнака. Він починає вести чесне життя, але його банда підставляє його, і він несправедливо заарештований. За час відбування покарання у його дружини народилася дитина. Але пуритани разом з сестрою Дженкінса викрали його. Мати звертається до ватажка колишньої банди свого чоловіка.
Увечері ватажок банди («мушкетер нетрів») проникає в кімнату жінки, а його коханка в цей час стежить за ним. Ватажок хоче зґвалтувати дівчину, але цьому заважає чоловік, якого звільнили з в'язниці. Коханка ватажка, користуючись нагодою, вбиває свого коханця з револьвера, а потім підкидає револьвер в кімнату. Юнак підіймає його, приходить поліція, і його звинувачують у вбивстві.
Його засуджують до смертної кари через повішення. Дівчина в розпачі, разом з офіцером поліції, який їй вірить, біжить до губернатора просити про помилування. Але він тільки що виїхав. Справжній вбивця, замучений совістю признається в усьому молодій дружині засудженого. Дружина юнака і вбивця в гоночному автомобілі мчаться за поїздом. Тим часом у в'язниці засуджений готується до смерті, приймає останнє причастя; його ведуть на ешафот, що стоїть у дворі. Автомобіль наздогнав потяг, губернатор підписує помилування, папір привозиться у в'язницю в ту мить, коли кат накидає петлю на шию невинно засудженого. Несправедливий закон переможений — чоловік, дружина і дитина нарешті разом.

### Епізод «Варфоломіївська ніч»
Герої цієї історії — юна пара гугенотів, дівчина на прізвисько Карі Очі і її коханий Проспер Латур. Напередодні Варфоломіївської ночі вони уклали заручини. На ранок починається різанина. Католики вриваються в будинок, убита мати дівчини, її маленьку сестру викидають з колиски: тема колиски «вічної матері» червоною ниткою проходить через весь фільм. Солдат-найманець, який вже давно поглядав на дівчину, хапає її й намагається потягти в спальню. Вона пручається, і в боротьбі він пронизує її мечем. Проспер намагається врятувати кохану, але приходить надто пізно: він знаходить смертельно поранену дівчину на підлозі. З трупом нареченої він вибігає на вулицю і молить солдатів короля застрелити його.

### Епізод «Життя і страждання Христа»
Включає сцени «Ісус серед фарисеїв», «Брак у Канні», «Бенкет Валтасара». Завершується сценою розп'яття Христа на Голгофі. Момент є ключовим для розуміння місіонерського задуму фільму. Тільки після завершення сюжетної лінії про життя і страждання Христа, що кінчається сценою розп'яття — спокутування гріхів людства — завершується й основна «американська» сюжетна лінія.
Лежача на поверхні ідея — американська демократія, помножена на технічні та соціальні досягнення (гоночні автомобілі, телефон, система правосуддя) дозволяє завершити фільм хепі-ендом, запобігти загибелі невинного в злочині. Новітнє досягнення техніки — кінематограф — також неявно протиставляється класичним місіонерським зусиллям щодо «виправлення моралі», показаним у фільмі сатирично, як набагато більш ефективний спосіб поширення ідей толерантності та зміни переконань.
Більш глибокий задум «Нетерпимості» — позбавлення від страждань для всіх людей, обумовлене спокутною жертвою Христа. Цій темі присвячена кінцівка фільму (сяючий хрест, ангели, мир у всьому світі).
Таким чином, Гріффіт одним з перших робить спробу донесення християнських цінностей і світогляду новітніми для того часу засобами. Американську демократію, помножену на новітню техніку, він вважає розв'язання вікових проблем людства і кроком вперед у втіленні християнських цінностей. Щоб підсилити цю ідею, він завершує фільм революційним для того часу хепі-ендом.

### Епілог
У фіналі за допомогою вперше застосованого перехресного монтажу показані завершення всіх сюжетних ліній: Христа ведуть на Голгофу; закохана в Валтасара дівчина поспішає попередити його про зраду жерців, але всі вони гинуть; гугенот не рятує свою кохану; дружина робочого мчить на автомобілі з наказом губернатора про помилування її чоловіка. Тільки в останній сюжетній лінії все завершується щасливо. Фільм закінчується епілогом, що складається з епізодів, знятих загальним планом.

## У ролях
- Ліліан Гіш — мати, що качає колиску

### Епізод «Мати і закон»
- Мей Марш — «прекрасніша з дівчат»
- Роберт Гаррон — юнак
- Сем де Грасс — фабрикант-звір Дженкінс
- Міріам Купер — «покинута»
- Волтер Лонг — «мушкетер нетрів»
- Маргеріт Марш — дебютантка
- Ллойд Інгрехам — суддя
- Тод Броунінг — злодій
- Едуард Діллон — злодій
- Монті Блю — організатор страйкування
- А.-У. Мак Люр — пастор

### Епізод «Життя і страждання Христа»
- Говард Гей — Ісус Назарянин
- Джордж Волш — наречений із Кани
- Бессі Лав — наречена
- Ольга Грей — Марія Магдалина
- Еріх фон Штрогейм — фарисей

### Епізод «Варфоломіївська ніч»
- Марджорі Вілсон — Карі Очі, гугенотка
- Юджин Пеллет — Проспер Латур, наречений, гугенот
- Джозефіна Кроуелл — Катерина Медічі
- Френк Беннет — Карл IX
- Споттісвуд Ейткен — адмірал Коліньї
- Дуглас Фербенкс — чоловік на білому коні

### Епізод «Падіння Вавилона»
- Констанс Толмадж — дівчина з гір
- Елмер Кліфтон — Рапсод
- Олфред Педжет — Валтасар
- Сіна Оуен — цариця
- Теллі Маршалл — верховний жрець Баала

### Епізодичні ролі
- Джевал Кармен
- Наталі Талмадж
- Мілдред Гарріс
- Керол Демпстер
- Полін Старк
- Герберт Бірбом Трі
- Дональд Крісп
- Нобл Джонсон
- Оуен Мур
- Ноел Коуард
- Коллін Мур
- Сільвія Ештон
- Констанс Колльєр
- Мадам Сул-Те-Ван

## Цікаві факти
- Фільм не виправдав надій постановника і провалився в прокаті.
- Спочатку у Гріффіта був задум поставити фільм в 80 частинах і випускати його серіями, але він не знайшов на нього грошей.

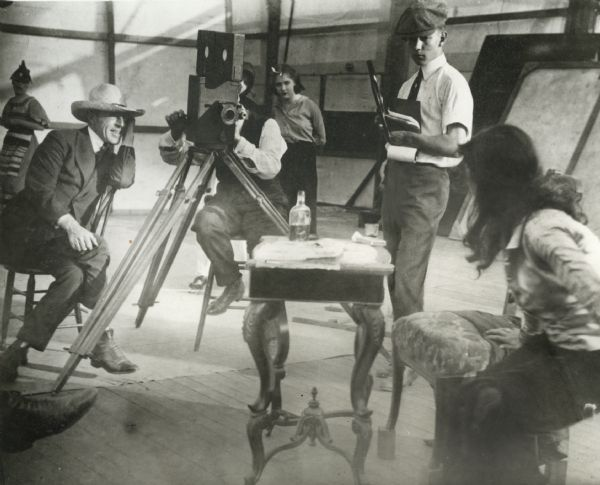
Знімальна група

Монтажні склейки між епізодами, які переносять глядачів з епохи в епоху розбиті титрами, оформленими як розворот старовинної книги-фоліанта. У наші дні дуже потішно виглядають наукові виноски на деяких титрах — хто саме відтворив шлюбний обряд в стародавньому Вавилоні, згідно з монографією якого вченого відзнята та чи інша сцена тощо У сучасному розумінні відбувається якесь змішання художнього та науково-популярного жанру.
- «Нетерпимість» вперше з'явилася на екрані 5 вересня 1916 в «Ліберті-театр» в Нью-Йорку в розпал кампанії з перевиборів президента Вільсона.
- Тільки один з чотирьох епізодів закінчується щасливо, американський епізод.
- Гріффіт називав свій фільм «сонячною драмою», бо він рідко вів зйомки при штучному світлі.
- У завершеному фільмі було майже 14 котушок, тобто близько 4,1 тис. метрів. Це означає, що Гріффіт використовував лише один метр з 30 метрів знятої плівки.
- Багато сцен Гріффіт доручав знімати декільком операторам одночасно.